# Thomas Kyd
Thomas Kyd döpt 6 november 1558 i London, död december 1594, var en brittisk författare som skrev The Spanish Tragedy or, Hieronimo is mad again, 1592 som är hans enda bevarade verk.

## Biografi
Kyd föddes i London som son till en notarie. Han gick i Merchant Taylor's School, där han lärde sig latin, franska och italienska. Från 1587 var han i tjänst hos en lord, eventuellt som notarie. 1593 blev han arresterad. Vid den tiden rådde arbetslöshet och skulden lades på de flamländare, fransmän och andra som arbetade i London. Hotfulla och främlingsfientliga flygblad cirkulerade, och för att undvika upplopp ingrep The Privy Council och beordrade husundersökningar. Hos Kyd hittades en traktat som förnekade Kristi gudom. Kyd förnekar att traktaten var hans utan skyller på Christopher Marlowe, som han tidigare delat rum med. Kyd uppgav själv att han blev torterad för att bekänna. Hans arbetsgivare tar sin hand från honom. Efter frigivningen skriver Kyd till Lordsigillbevararen (Keeper of the Great Seal) för att få upprättelse och hjälp att återfå sitt arbete. Han dog i fattigdom kort efter frigivningen.
The Spanish Tragedy trycktes första gången 1592 och utkom anonymt. Kyd tros också har skrivit dramat Soliman och Perseda. Dessutom översatte han Torquato Tassos Padre di Famiglia och Robert Garniers franska drama Cornélie.
Några anonyma skådespel tillskrivs Kyd, bland annat The first part of Jeronimo, 1605, som berättar förhistorien till The spanish tragedy, och har vissa likheter med Hamlet. I pjäsen, som är skriven på blankvers, förekommer en vålnad som vill hämnas och en man som blir galen av sorg över sin sons död men med en "pjäs i pjäsen" får möjlighet att döda sonens mördare. Man vet att det fanns en "Ur-Hamlet" före Shakespeares Hamlet och den kan vara skriven av Kyd eller av Shakespeare själv. Oavsett vilket tror man att Shakespeare har inspirerats av The first part of Jeronimo.

## Källa och litteratur
- Gunnar Sjögren: Shakespeares samtida och deras dramatik, 1969
- Bonniers författarlexikon över utländsk litteratur ISBN 91-0-057321-3